# Менгал, Ахтар
Ахтар Менгал (англ. Akhtar Mengal; род. 6 октября 1962, Белуджистан) — государственный и политический деятель Пакистана. Председатель Национальной партии Белуджистана. Ранее занимал должность главного министра Белуджистана в период с 1997 по 1998 год, а позже был членом Провинциального собрания Белуджистана. С августа 2018 года является членом Национальной ассамблеи Пакистана.

## Биография
Родился 6 октября 1962 года в Вадхе в семье бывшего главного министра Белуджистана Атауллаха Менгала. У Ахтара есть сын Гургейн Менгал и дочь Банари Менгал.
Приехал в Пакистан 25 марта 2013 года из Дубая для участия в парламентских выборах. Партия имеет только два места в провинциальном собрании Белуджистана, состоящем из 51 члена. Один мандат принадлежит Ахтару Менгалу, а другой — Хамалу Калмати, который представляет Гвадар. Два кандидата от Национальной партии Белуджистана, Эса Нури и Рауфа Менгала, получили места в Национальной ассамблеи от прибрежного региона Мекран и Хуздара. Принёс присягу в качестве члена Национальной ассамблеи Пакистана 13 августа 2018.
В сентябре 2006 года был арестован вместе с примерно 700 другими политическими деятелями в ходе правительственных репрессий в Белуджистане. Его задержали, потому что он планировал акцию протеста против военного правления президента Первеза Мушаррафа. Освобождён из-под стражи 9 мая 2008 года, все обвинения против него были сняты правительством Синда. Правительство Белуджистана также отозвало все обвинения против него, включая подстрекательство к мятежу.
25 марта 2013 года вернулся в Пакистан из Дубая, чтобы принять участие во всеобщих выборах 11 мая 2013 года.

## Примечание
1. ↑  Editor. Exclusive Interview Of Akhtar Mengal – Balochistan Point (амер. англ.). Дата обращения: 14 сентября 2019. Архивировано 19 декабря 2019 года.
2. ↑  Correspondent, The Newspaper's Staff. BNP-M chief Akhtar Mengal to retain his NA seat (англ.). DAWN.COM (13 августа 2018). Дата обращения: 15 сентября 2019. Архивировано 14 августа 2018 года.
3. ↑  Akhtar Mengal Age, Daughter, biography, Family 2018 (амер. англ.). ARYNEWS. Дата обращения: 14 сентября 2019. Архивировано 24 сентября 2018 года.
4. ↑  Banari Mengal - The Express Tribune Blog (амер. англ.). Дата обращения: 14 сентября 2019. Архивировано 12 сентября 2016 года.
5. ↑  Balochistan National Party (англ.). DAWN.COM (17 июля 2018). Дата обращения: 15 сентября 2019. Архивировано 29 августа 2019 года.
6. ↑  Akhtar Mengal returns to Pakistan. Дата обращения: 20 ноября 2021. Архивировано 16 апреля 2022 года.
7. ↑  Akhtar Mengal wins from Khuzdar
8. ↑  National Assembly of Pakistan. na.gov.pk. Дата обращения: 14 сентября 2019. Архивировано 6 сентября 2019 года.
9. ↑  Akhtar Mengal to record statement before SC today (англ.). The Nation (27 сентября 2012). Дата обращения: 15 сентября 2019.
10. ↑  Mengal freed; worried about missing workers (англ.). DAWN.COM (10 мая 2008). Дата обращения: 15 сентября 2019. Архивировано 14 мая 2019 года.
11. ↑  Process to withdraw cases against Baloch leaders starts | Samaa Digital (амер. англ.). Samaa TV. Дата обращения: 15 сентября 2019. Архивировано 20 ноября 2021 года.
12. ↑  Shahid, Saleem. Balochistan govt drops cases against Mengal (англ.). DAWN.COM (22 апреля 2008). Дата обращения: 15 сентября 2019. Архивировано 20 ноября 2021 года.
13. ↑  Baloch leader Akhtar Mengal returns to Pakistan. Дата обращения: 20 ноября 2021. Архивировано 25 марта 2013 года.